# François Rannou
Pour les articles homonymes, voir Rannou.
François Rannou est un poète français né à Nice en 1963.

## Aperçu biographique
Il a créé, avec le poète Jean-Louis Aven, la revue La Rivière Échappée (1989-2000), devenue ensuite une collection de poésie aux éditions Apogée. François Rannou a ensuite coordonné également la collection « L'inadvertance » chez publie.net (maison d'édition numérique fondée par François Bon).
François Rannou a par ailleurs coordonné l’édition du double numéro de la revue L’Étrangère sur André du Bouchet en 2007 ainsi que « Littérature de Bretagne », dans la revue Europe en 2005.
Il partage avec l'artiste Hung Rannou (sans aucun lien familial) une amitié et une complicité créative qui les a conduits à publier plusieurs livres en commun (Sculpte la mort, Le Monde tandis que, etc.).
Il est actuellement professeur de français au collège Saint-Gilduin de Combourg. 

## En ligne
- Cou cueilli poésie en pdf pour Sens Public [PDF]
- Un corps plongé remonte à la surface, vidéopoème de François Rannou
- Un texte de F.Rannou sur Max Jacob
- Un article de François Rannou sur la littérature bretonne
- Légendes, 1, Légendes, 2 et Légendes, 3 nées de la collaboration de Hung Rannou et François Rannou sur remue.net
- Un entretien de F.Rannou avec Fabienne Courtade
- Baptême - Polémoscope 1 toujours dans la revue Sens Public [PDF]
- par le travers lu par François Rannou
- François Rannou et les Lézards à bascule, « un corps dans l’intervalle » in l’intervalle (La Lettre volée) et le monde tandis que (La Lettre volée) juin 2006

## Sur François Rannou
- Dossier François Rannou, revue numérique Paysages écrits no 20 (dont l'article « Là-contre » de Laurent Fourcaut[3]), janvier 2014.